# Glycosmis superba
Glycosmis superba là một loài thực vật có hoa trong họ Cửu lý hương. Loài này được B.C.Stone mô tả khoa học đầu tiên năm 1978.